# The Heretics (film)
The Heretics è un film horror canadese del 2017 diretto da Chad Archibald.

## Trama
Gloria è una ragazza che in passato ha subito un rapimento da parte di una setta, la quale ha compiuto un suicidio di massa rituale davanti a suoi occhi dopo aver eseguito un ulteriore rito su di lei. Tormentata da incubi ancora dopo 5 anni dall'accaduto, la ragazza frequenta una terapia di gruppo insieme ad altre persone che hanno subito traumi in passato. Qui ha conosciuto Gwen, ragazza con cui è fidanzata da un anno nonostante sua madre (Ruth) non veda molto di buon occhio ciò. Il giorno prima del primo anniversario di fidanzamento delle ragazze, dopo che Gwen ha regalato un ciondolo a Gloria, quest'ultima viene rapita nuovamente da un uomo con mezza faccia ustionata. La ragazza riesce a lasciare un messaggio alla segreteria telefonica di sua madre, tuttavia l'uomo riesce a portarla in un rifugio: qui le rivela che l'ha rapita per salvarla da qualcosa.
Il giorno dopo Gwen è la prima ad accorgersi della scomparsa di Gloria: dato l'allarme a Ruth, che a sua volta denuncia l'accaduto alla polizia, la ragazza inizia a cercare personalmente Gloria insieme agli altri membri del gruppo di terapia. Ruth inizia tuttavia a farsi molto aggressiva durante le ricerche, arrivando a minacciare con un coltello un ragazzo che si rifiutava di guardare la fotografia di Gloria. Interrogata al riguardo da un poliziotto a casa di Ruth, la ragazza finisce per uccidere entrambi. Nel frattempo Gloria, che da alcune ore sta subendo uno strano malessere fatto da allucinazioni e mutamenti fisici, scopre un'amara verità: non solo il suo rapitore è un superstite della setta, ma è in realtà il fratello di Gwen, anche lei superstite della setta stessa. Il rapitore afferma di essere stato ustionato proprio da lei in quanto miscredente: Gwen non è realmente innamorata di Gloria e vuole usarla soltanto per ultimare il rito iniziato 5 anni prima.
Nel frattempo, Gwen si punisce con una frusta davanti a un idolo per aver fallito nel ritrovare Gloria. Subito dopo, un altro membro del gruppo di terapia (Kent) raccoglie la testimonianza di una che ha visto un uomo sfigurato in volto rapire Gloria: Gwen capisce immediatamente che il responsabile di tutto è suo fratello. Accompagnata da un ignaro Kent, che viene ucciso subito dopo, Gwen sfrutta i poteri conferitale del suo dio per braccare suo fratello e rinchiuderlo in una stanza. A questo punto, Gwen inizia il rito atto a far reincarnare il dio in Ruth: suo fratello riesce a liberarsi ed a ferire Gwen, tuttavia il dio è ormai in Gloria e usa i suoi poteri per impedirgli di ucciderla. Dopo numerosi sforzi, Thomas riesce a uccidere Gwen e crede di aver salvato Gloria dal suo destino: il malvagio dio sta tuttavia fingendo e finirà per condannare Thomas alla dannazione eterna.

## Produzione
Il film è stato girato fra Toronto e Guelph.

## Distribuzione
Presentato al Canadian Film Festival nel marzo 2017, il film è stato successivamente presentato anche al Festival internazionale del cinema di Berlino. A partire dal novembre successivo il film è stato distribuito nei cinema a livello internazionale, sebbene in alcune nazioni sia approdato direttamente nei mercati home video e on demand.

## Accoglienza
Sull'aggregatore Rotten Tomatoes il film riceve il 83% delle recensioni professionali positive con un voto medio di 6,5 su 10 basato su 6 critiche.